# Коробенков, Анатолий Сергеевич
Анатолий Сергеевич Коробенков (род. 1975) — российский военный, офицер спецназа ГРУ Генерального штаба Вооружённых Сил Российской Федерации, участник второй чеченской войны, Герой Российской Федерации (2002), подполковник.

## Биография
Анатолий Коробенков родился 27 мая 1975 года в Улан-Удэ. Окончил среднюю школу, был кандидатом в мастера спорта по кикбоксингу, победителем городских и республиканских сореванований по математике. Срочную службу в Вооружённых Силах Российской Федерации проходил в авиации Сухопутных войск, в звании сержанта был начальником радиостанции. Демобилизовавшись, вернулся на родину и поступил на службу в органы МВД. Служил в составе Бурятского ОМОНа, затем стал оперуполномоченным Иркутского УВД. Заочно окончил исторический факультет Бурятского государственного университета.
В 2000 году Коробенков поступил на службу по контракту в 24-ю отдельную бригаду специального назначения Сибирского военного округа, дислоцировавшуюся в посёлке Кяхта. Первоначально был снайпером в звании старшего сержанта, затем стал прапорщиком, позднее получил офицерское звание. В 2000—2002 годах в составе сводных отрядов бригады Коробенков три раза выезжал в командировки в Чечню для участия в боевых действиях. В июле 2002 года лейтенант Анатолий Коробенков командовал группой 24-й отдельной бригады спецназа.
В июле 2002 года с территории Грузии в Чечню вторглось крупное бандформирование численностью более 50 боевиков. В боях с пограничниками они понесли существенные потери и не смогли прорваться вглубь Чечни. Однако им удалось заманить в засаду и окружить группу пограничников под командованием старшего лейтенанта Руслана Кокшина. Группа Коробенкова совершила длительный марш-бросок по горам и вышла в ущелье, где пограничники вели бой. Оценив обстановку, Коробенков сумел скоординировать действия своей группы с группой Кокшина и, когда последний вызвал артиллерийский огонь на себя и вызвал замешательство в рядах противника, Коробенков приказал своим подчинённым спускаться по отвесным склонам. Зайдя боевикам в тыл, группа разгромила их, заставив выживших отступить на территорию Грузии. В бою она захватила большое количество вражеского вооружения, в том числе ПЗРК «Игла».
Указом Президента Российской Федерации от 10 ноября 2002 года за «мужество и героизм, проявленные при выполнении воинского долга в Северо-Кавказском регионе» лейтенант Анатолий Коробенков был удостоен высокого звания Героя Российской Федерации с вручением медали «Золотая Звезда».
Продолжал службу в частях спецназа ГРУ. С 2008 года майор Коробенков в запасе.
В настоящее время А.С. Коробенков проживает в городе Нахабино Красногорского района Московской области.